# Jakob Bierbrauer
Johann Jakob Bierbrauer (* 7. Juni 1673 in Hachenburg; † 6. November 1749 in Ilsenburg) war ein deutscher Geistlicher und Bergrat.

## Leben
Er war der Sohn von Hans Gerhard Bierbrauer und heiratete die verwitwete Gräfin Christiane Luise von Leiningen-Westerburg, eine geborene Gräfin zu Sayn-Wittgenstein-Vallendar (1673–1745). Aus dieser Ehe ging der Sohn Joseph Friedrich Bierbrauer (1704–1789) und die Töchter Charlotte Eleonore (1708–1751) und Sophie Charlotte Bierbrauer (1713–1795) hervor, die Stellen im evangelischen Damenstift Kloster Drübeck erhielten.
Jakob Bierbrauer war Hofprediger und wird als begabt, aber finstern und sektiererisch beschrieben. Wohl aus überwiegend religiösen Gründen ging die verwitwete Gräfin von Leiningen-Westerburg mit ihm eine nicht standesgemäße Ehe ein. Bierbrauer studierte nach der Heirat in den Niederlanden Medizin und wurde 1715 in Utrecht zum Dr. med. promoviert.
Als seine aus der ersten Ehe seiner Ehefrau stammende spätere Stieftochter Sophie Charlotte nach Wernigerode kam und dort den regierenden Grafen Christian Ernst zu Stolberg-Wernigerode 1712 heiratete, brachte sie Jakob Bierbrauer als ihren Leibarzt mit nach Wernigerode. Hier wurde er zum gräflich-stolbergischen Bergrat ernannt und für ihn und seine Familie der Leininger Hof in Ilsenburg eingerichtet.
Als Bergrat brachte er Anfang der 1730er Jahre u. a. das Torfwesen in der Grafschaft Wernigerode wieder in Gang.